# Bizcaya
El Club Vizcaya, o simplemente Bizcaya en su primera formación, fue el nombre de un equipo combinado entre el Athletic Club y otros clubes de Bilbao unidos especialmente en los años 1902 y 1907 para aunar un mayor potencial de cara a encuentros internacionales o para competir en el Campeonato de España-Copa del Rey de fútbol y en el Concurso Madrid de Foot-Ball, precursor del torneo nacional. 
Fue formado en dos ocasiones por clubes de fútbol bilbaínos para la citada competición, donde tuvieron significativas participaciones, y se compuso de la siguiente manera:
- Bizcaya de 1902. Combinado entre el Athletic Club y el Bilbao Foot-Ball Club. Se proclamó campeón del Concurso Madrid de Foot-Ball, o Copa de la Coronación, competición precursora del Campeonato de España-Copa del Rey. Al año siguiente el Athletic Club absorbió al Bilbao Foot-Ball Club.

- Club Vizcaya de 1907. Combinado entre el Athletic Club y el Unión de Vizcaya, también conocido como The Union por influencia inglesa. Quedó subcampeón de la Copa del Rey de 1907. Esta fue la segunda y última vez que se formó para una contienda entre clubes.

Debido a la inexistencia de una federación nacional o regional en la época que velase por un equitativo devenir deportivo, era habitual que se formasen coaliciones y fusiones o que se prestasen jugadores entre equipos para aumentar sus potenciales de cara a los primeros torneos futbolísticos de principio de siglo.

## Historia

### Bizcaya de 1902

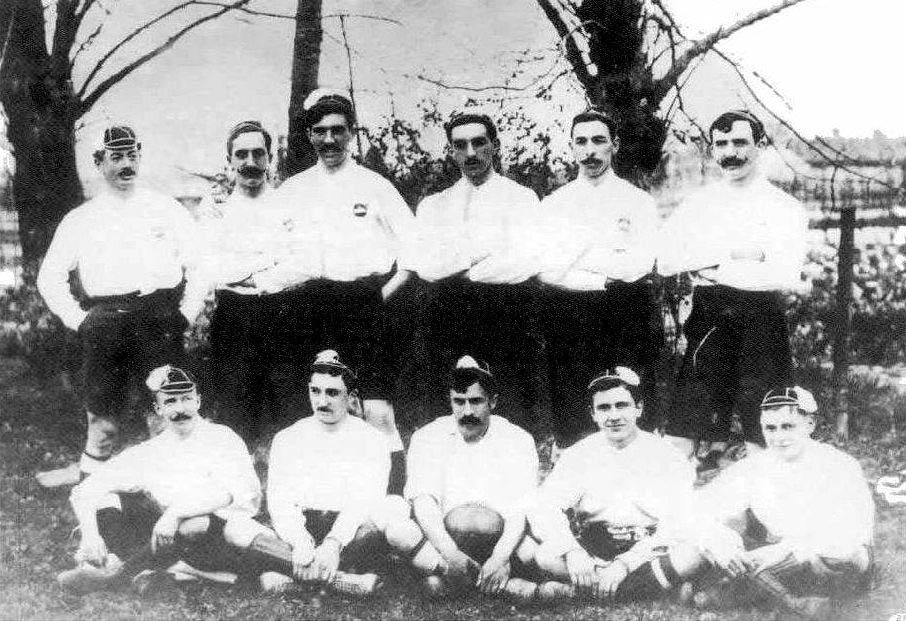
Equipo del Bizcaya que se proclamó campeón de la Copa Coronación en 1902.

A principios del siglo XX eran dos clubes de fútbol vigentes en la ciudad de Bilbao: el Bilbao Football Club, que se había fundado en 1900, y el Athletic Club, decano, nacido en 1898. Ambos clubes mantenían buenas relaciones y jugaron partidos amistosos entre sí durante 1901 y 1902.
Para afrontar su primer desafío ante un equipo extranjero, el Athletic Club y el Bilbao F. C. decidieron formar un combinado de jugadores de ambos equipos que llamó Bizcaya. El 9 de marzo de 1902 se enfrentó al Burdigala Foot-Ball Club en la ciudad de Burdeos y lo derrotó por 2-0. El 31 de marzo los franceses devolvieron la visita a los bilbaínos y el Bizcaya se impuso por 7-0.
En mayo se organizó en la capital de España el Concurso Madrid de Foot-Ball, un torneo a nivel nacional para celebrar la mayoría de edad y la coronación del rey Alfonso XIII, motivo por el que es conocido como la Copa de la Coronación. Dado el éxito que había supuesto la colaboración entre Athletic Club y Bilbao F. C. durante los amistosos ante el conjunto francés, los dos clubes decidieron acudir al torneo de Madrid repitiendo el combinado.
Así fue como el Bizcaya participó en este torneo junto al Foot-Ball Club Barcelona, el Club Español de Barcelona, el New Foot-Ball Club de Madrid y el Madrid Foot-Ball Club (organizador del mismo). No pudo ser más exitosa la andadura de los vizcaínos en el torneo, ya que golearon por 5-1 al Club Español, 8-1 al New F. C. y 2-1 al F. C. Barcelona y se adjudicaron el trofeo. Era el 15 de mayo de 1902. La alineación del Bizcaya estaba formada por Luis Arana, Careaga, Larrañaga, L. Silva, Goiri, Arana, Cazeaux, Astorquia, Dyer, R. Silva y Evans. Astorquia y Cazeaux marcaron los goles de los vizcaínos en la final.
La Copa de la Coronación fue el primer torneo de fútbol a nivel nacional disputado en España. En principio no tenía vocación de perdurar, ya que se consideraba un festejo conmemorativo puntual. Sin embargo, el éxito que supuso hizo que el año siguiente se organizara la que fue la primera edición de la Copa del Rey, entonces denominada Campeonato de España. Desde entonces se celebró ya con carácter anual y con vocación de perdurar en el tiempo. Debido a este hecho, generalmente se considera oficiosamente a la Copa de la Coronación como la primera edición de la Copa del Rey, aunque la Real Federación Española de Fútbol no la tiene reconocida como tal. El Bizcaya se adjudicó pues el trofeo en propiedad.
A comienzos de 1903 tanto el Bilbao F. C. como el Athletic Club tenían dificultades económicas. El 29 de marzo se celebró una asamblea conjunta de ambos clubes en la que se decidió su fusión. Los athléticos absorbieron a los bilbaínos y a partir de entonces se conocieron y se denominaron popularmente como Athletic Club de Bilbao, si bien el nombre oficial sigue siendo Athletic Club.

### Club Vizcaya de 1907

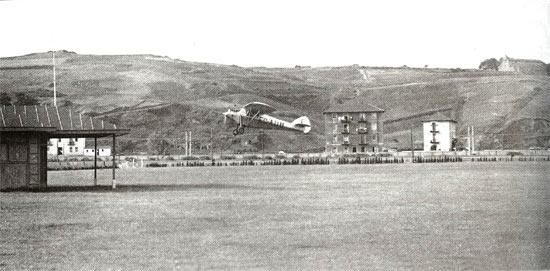
Las campas de Lamiako, donde el Bizcaya disputaba sus partidos. En 1934 se construyó un aeródromo en el mismo lugar (en la imagen).

Para participar en la Copa del Rey de 1907, el Athletic Club decidió reeditar la fórmula de 1902 y formó un combinado con otro equipo bilbaíno, la Unión Atlética Vizcaína "resucitando" la antigua denominación, aunque con distinta nomenclatura, para intentar recuperar la hegemonía perdida en el trofeo, que desde hacía dos ediciones estaba en manos del Madrid Foot-Ball Club.
El torneo se disputó en formato de liguilla y se clasificaron para la final los dos primeros. En la liguilla el Club Vizcaya venció al Madrid F. C. por 3-2, al Salamanca TFB por 5-0, y al Recreativo de Huelva por 4-0 y perdió ante el Vigo Foot-Ball Club por 2-1. Tras un empate final a puntos, se disputó un encuentro final por el título ante el Madrid F. C., que derrotó a bilbaínos por 1-0.

## Palmarés
- Copa de la Coronación (1): 1902.
- Subcampeón de la Copa del Rey (1): 1907.